# Skulptur des Wortes

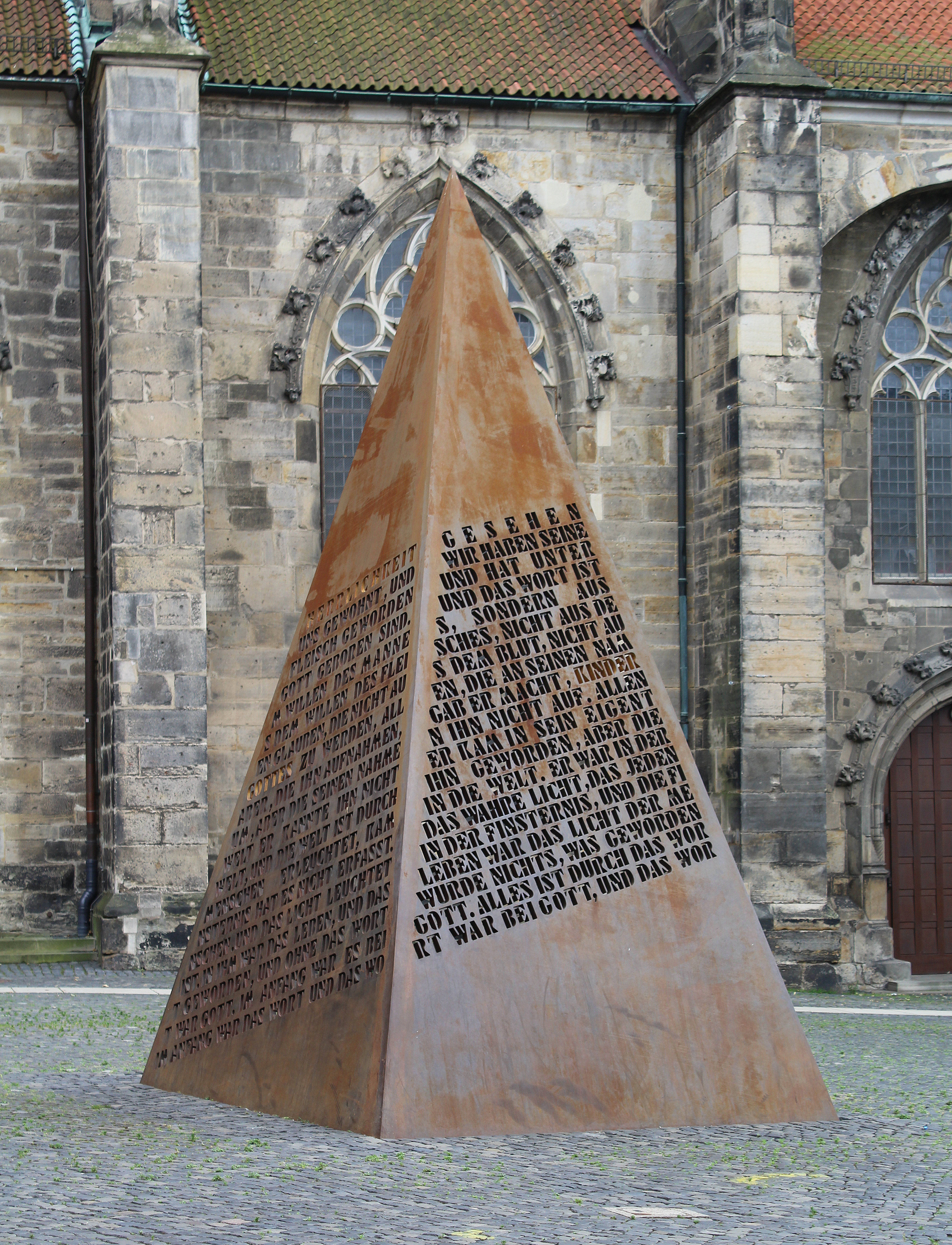
Skulptur des Wortes

Die Skulptur des Wortes ist ein Denkmal auf der Nordseite des Andreasplatzes in Hildesheim.
Die unter Mitwirkung von Gerd Winner gestaltete Skulptur besteht aus einer sechs Meter hohen und 5,7 Tonnen schweren Pyramide aus fünf Zentimeter dickem Stahl mit einer unteren Kantenlänge von ca. 3,5 Metern, die zur Andreaskirche hin offen ist.
Aufsteigend von links unten nach rechts oben sind Worte – insgesamt 720 Zeichen – aus dem Prolog des Johannes-Evangeliums in der Einheitsübersetzung von 1980 mit einer computergesteuerten Autogenbrennmaschine eingraviert. Es handelt sich um die Verse 1, 1–5 und 9–14, wobei Teile des 14. Verses weggelassen wurden. Die Worte „Kinder“, „Gottes“ und „Herrlichkeit“ sind durch Vergoldung hervorgehoben. Statt „erkannte“ heißt es „er kannte“.
Das Denkmal ist ein Geschenk des Initiativkreises Bürgergeschenk Hildesheim 1200 an die Stadt zum 1200-jährigen Stadtjubiläum. Die Herstellungskosten beliefen sich auf ca. 150.000 Euro. Es wurde am 70. Jahrestag des Luftangriffs vom 22. März 1945 enthüllt und von der Stadt als Dauerleihgabe an die St.-Andreas-Gemeinde übergeben.